# Maren (flodhest)
 For alternative betydninger, se Maren. (Se også artikler, som begynder med Maren)
Maren (født 1923 i Hamborg, død 31. oktober 1977 i København) var en flodhest (Hippopotamus amphibius) der ankom til København Zoo i 1927 fra Tierpark Hagenbeck i Hamborg. Hun blev 54 år gammel og nåede at føde 18 unger med to hanner fra 1930 til 1965. Ungerne blev fordelt rundt i zoologiske haver over hele Europa.
I sit sidste leveår tabte hun sig omkring et tons og vejede blot 820 kg, da hun blev aflivet. Hun er stadig den flodhest i hele verden, der har levet længst i fangenskab.
Royal Copenhagen lavede i 1977 en Flodheste Platte med teksten: “Flodhesten Maren 50 år i Københavns Zoo”.